# 809

## أحداث
- الربيع - حصار سرديكا: كروم خان البلغار، يحتل قلعة سرديكا (صوفيا الحديثة) بعد حصار طويل [1] وفقا للمصادر البيزنطية، فقد أقام المذابح في الحامية (نحو 6,000 رجل) وسوى أسوار المدينة بالأرض وعاد بالعديد من الغنائم إلى بلغاريا.[2] وفي الأعوام والقرون التالية ستصبح سرديكا بمثابة قاعدة لتوسع البلغار إلى الجنوب من منطقة البلقان.

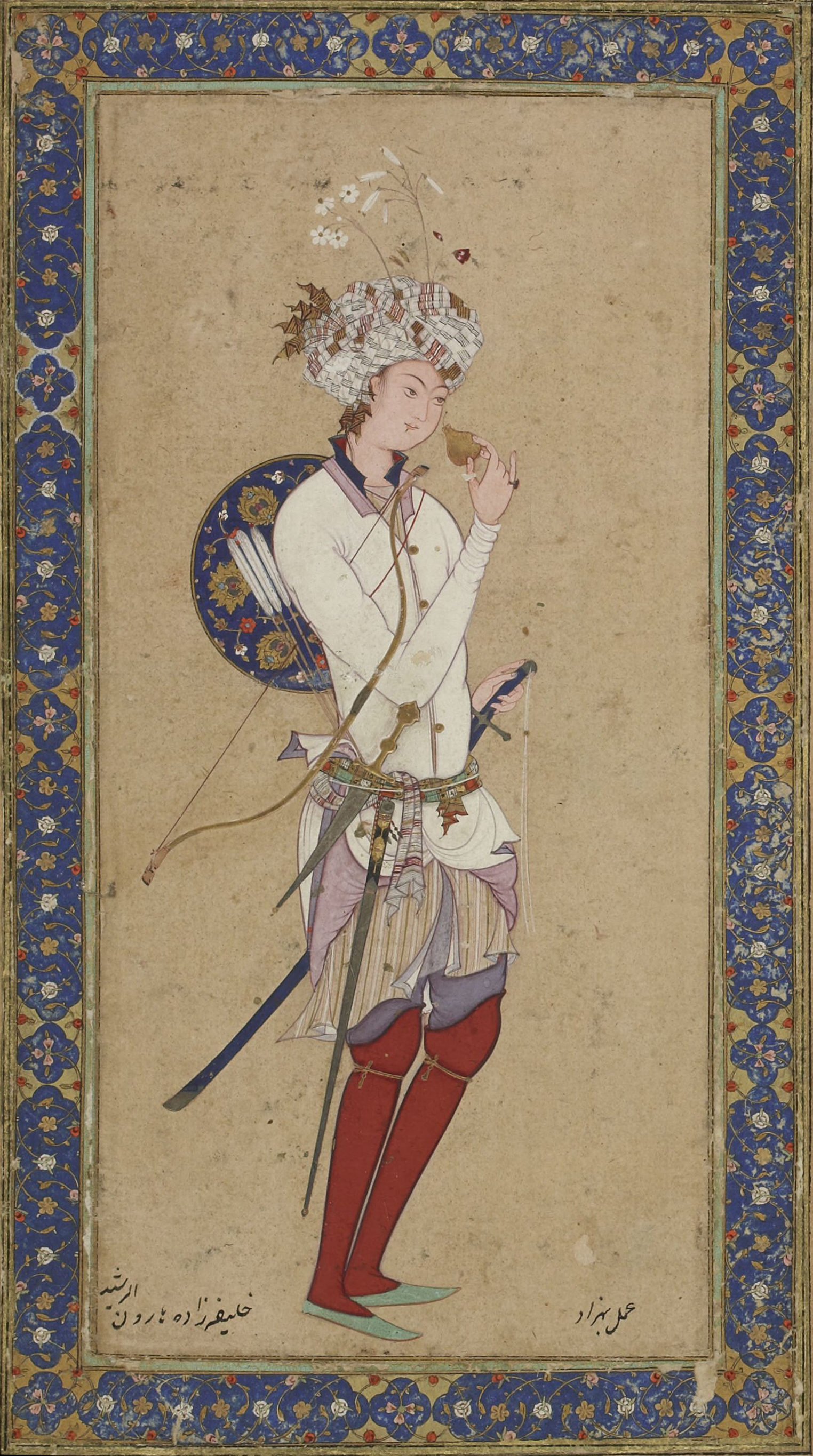
هارون الرشيد كما ظهر في كتاب ألف ليلة وليلة.

## وفيات
- 24 مارس - الخليفة العباسي هارُون الرَّشيد (ولد 766 م)